# Seveso (rivière)
Pour les articles homonymes, voir Seveso (homonymie).
 (mars 2015).
Si vous disposez d'ouvrages ou d'articles de référence ou si vous connaissez des sites web de qualité traitant du thème abordé ici, merci de compléter l'article en donnant les références utiles à sa vérifiabilité et en les liant à la section « Notes et références ».
Le Seveso est une rivière de Lombardie (Italie) affluent du Lambro, donc sous-affluent du Pô, qui arrose notamment la ville de Seveso.

## Géographie
Cette rivière prend sa source dans le mont Sasso di Cavallasca (province de Côme), près de la frontière suisse, à une altitude de 490 m.
Son cours, long de 52 km, est orienté nord-sud. Elle coule dans la province de Côme, puis dans celle de Milan pendant 19 km, et se termine dans l'agglomération de Milan, où elle rejoint un canal, le Naviglio della Martesana. Les sept derniers kilomètres de son cours sont souterrains.
Traversant beaucoup d'agglomérations importantes, sans solution de continuité, le Seveso a sur une grande partie de son parcours des caractéristiques qui sont plus proches de celles d'un collecteur d'égouts que d'une rivière naturelle.
On peut distinguer dans le cours de la rivière trois tronçons aux caractéristiques bien tranchées :
- un tronçon montagneux, où la rivière, qui suit une forte pente, à le caractère d'un torrent et coule dans une vallée profonde et étroite.
- un tronçon collinaire, dans un paysage de moraines glaciaires, qui se poursuit jusqu'à Cesano Maderno immédiatement au sud de Seveso.
- un tronçon de plaine, dans les alluvions de la plaine lombarde avec une très faible pente, et une forte tendance aux inondations aux portes de Milan.